# John LeVoir
John Marvin LeVoir (ur. 7 lutego 1946 w Minneapolis) – amerykański duchowny rzymskokatolicki, biskup diecezjalny New Ulm w latach 2008–2020, od 2020 biskup senior diecezji New Ulm.

## Życiorys
Urodzony w rodzinie Johna i Mary (z domu Borys). Ma dwóch braci i siostrę. Ukończył katolicki Uniwersytet św. Tomasza (dyplom z chemii) i Uniwersytet stanowy Minnesoty (dyplom z rachunkowości). Pracował w biurze rachunkowym, wykładając jednocześnie na swej Alma Mater, uzyskując tam dyplom z historii w 1974. Jednak postanowił pójść za głosem powołania i wstąpił do seminarium duchownego. Święcenia prezbiteratu przyjął 30 maja 1981 w katedrze św. Pawła w Saint Paul z rąk abpa Johna Roacha.
Po święceniach pełnił następujące funkcję: 1981–1992: wikariusz (różnych) parafii; 1992–2000: proboszcz parafii św. Trójcy w St. Paul; 2000–2004: proboszcz parafii św. Augustyna; 2004–2008: proboszcz parafii św. Michała i NMP w Stillwater.
Ponadto jest autroem kilku publikacji na temat nauczania papieża Jana Pawła II.
14 lipca 2008 papież Benedykt XVI prekonizował go biskupem diecezjalnym New Ulm. Święcenia biskupie otrzymał 15 września 2008 w Civic Center w New Ulm, a następnego dnia odbył ingres do katedry Trójcy Świętej. Głównym konsekratorem był John Nienstedt, arcybiskup metropolita Saint Paul i Minneapolis, któremu asystowali Frederick Campbell, biskup diecezjalny Columbus i Charles Dufour, biskup diecezjalny Superior. Jako zawołanie biskupie przyjął słowa „Nolite timere” (Nie bój się).
6 sierpnia 2020 papież Franciszek przyjął jego rezygnację z obowiązków biskupa diecezjalnego New Ulm.